# درگاوه
درگاوه (به لهستانی:  Drygały) یک روستا در لهستان است که در گمینا بیاوا پیسکا واقع شده‌است. درگاوه ۱٬۴۷۴ نفر جمعیت دارد.